# Jasnota plamista
Jasnota plamista (Lamium maculatum L.) – gatunek rośliny wieloletniej należący do rodziny jasnotowatych (dawniej nazywanej rodziną wargowych). Występuje na większości obszaru Europy i w Azji (Liban, Syria, Turcja, Kaukaz). W Polsce jest dość pospolity na całym terenie, zarówno na niżu, jak i w niższych partiach gór.

## Morfologia

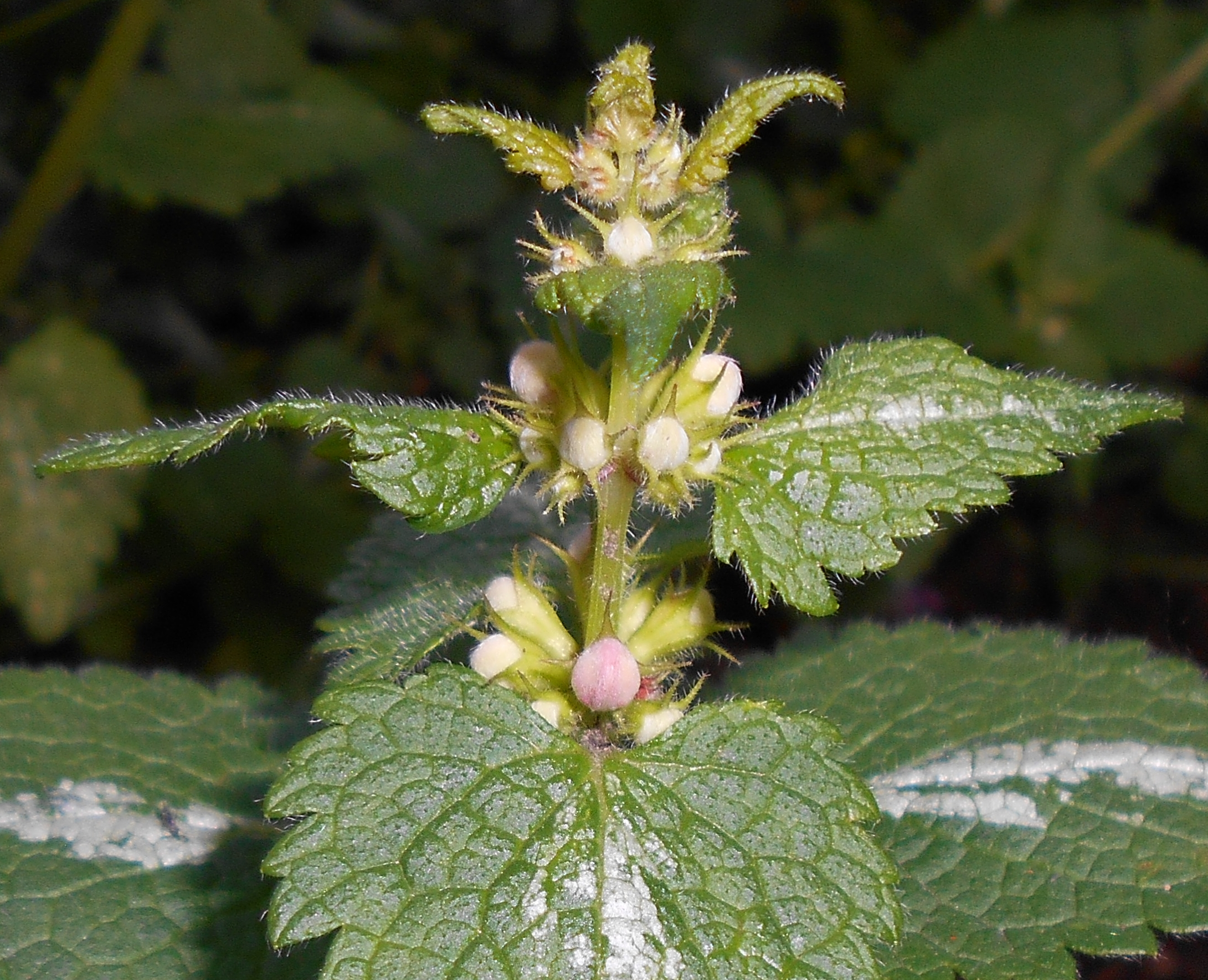
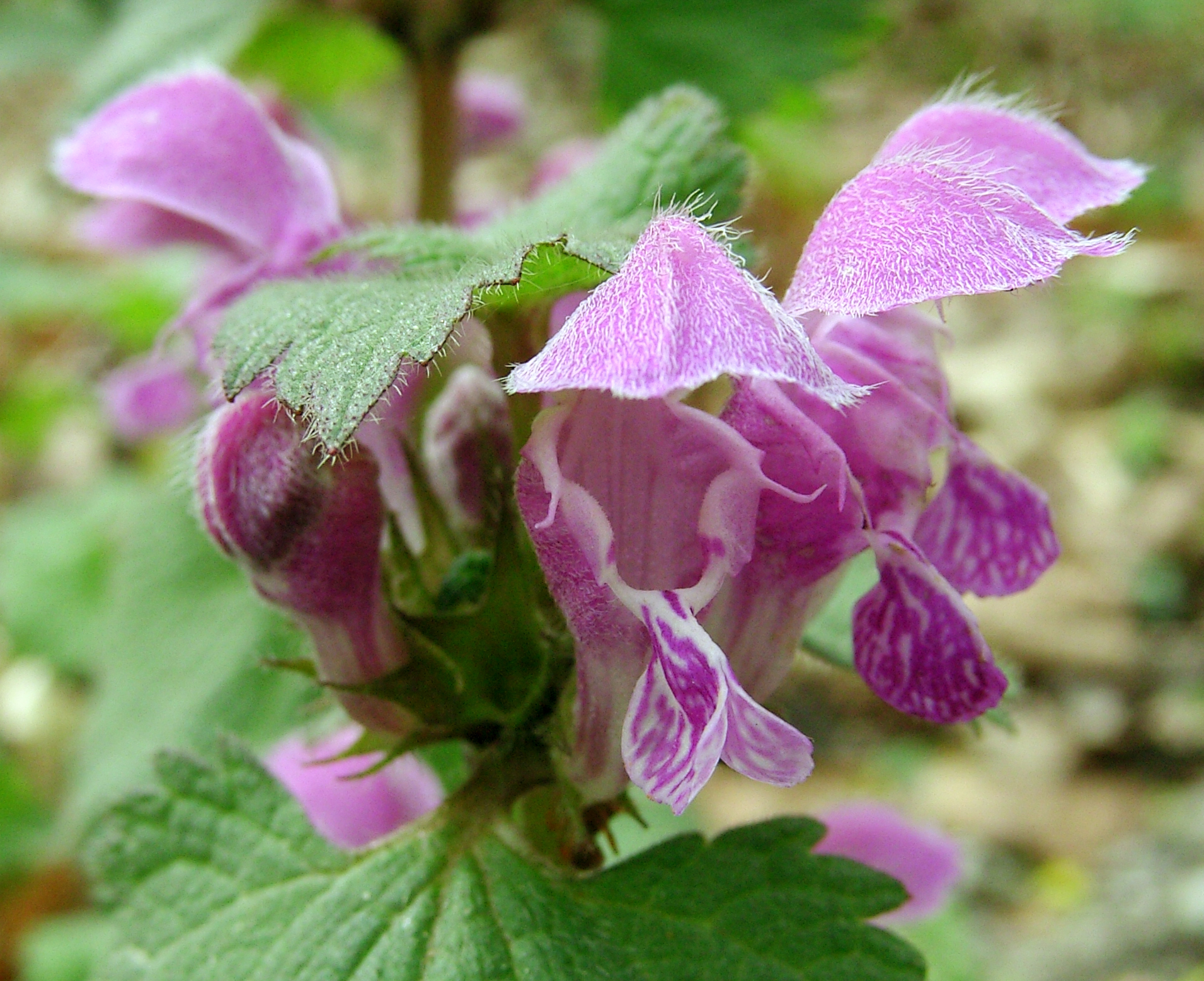

ŁodygaRozgałęziająca się, wzniesiona lub podnosząca się łodyga osiąga wysokość do 60 cm. Na przekroju poprzecznym jest czterokanciasta. Jest naga, lub rzadko owłosiona, w dolnej części czerwonawa.
LiścieUlistnienie nakrzyżległe. Jajowate lub jajowato-trójkątne liście są delikatnie owłosione i mają brzegi grubo karbowano piłkowane. Czasami występują na ich górnej powierzchni jasne plamy.
KwiatyPurpurowe, czasami zdarzają się biało ubarwione. Wyrastają pionowo w okółkach w kątach liści. Mają wyraźnie grzbiecistą, dwuwargową budowę. Warga górna ma dwie wyraźne podłużne krawędzie i jest krótkoowłosiona, warga dolna posiada ciemniejsze fioletowe plamy na środkowej klapie. Część rurki korony jest oddzielona pierścieniem włosków. Płatki korony mają dwa ząbki, pylniki są owłosione. Duże kwiaty (2–3 cm) mają długą szyjkę słupka z dwoma znamieniami, kielich trwały, zrosłodziałkowy. Pylniki brunatnoczerwone, pyłek pomarańczowy.
OwocRozłupnia zawierająca cztery jajowate, trójgraniaste rozłupki ciemnoszarego koloru, ucięte na szczycie. Siedzą na dnie trwałego, nieodpadającego kielicha.
Część podziemnaPosiada rozgałęzione kłącze i podziemne rozłogi, za pomocą których rozmnaża się wegetatywnie.

## Biologia i ekologia
Bylina, hemikryptofit. Kwitnie od kwietnia do października i jest rośliną miododajną. Pręciki i słupek dojrzewają równocześnie. Zapylana jest przez błonkówki. Nasiona posiadające elajosom rozsiewane są przez mrówki (myrmekochoria). Siedlisko: rośnie na przydrożach, rumowiskach, w zaroślach, w rowach, na pastwiskach. W górach rośnie aż po piętro kosówki. Roślina azotolubna, preferuje gleby zasadowe, próchniczne i dobrze przewietrzane. Ponieważ rozmnaża się przez rozłogi, często tworzy skupiska. W klasyfikacji zbiorowisk roślinnych gatunek charakterystyczny dla All. Aegopodion podagrariae

## Zmienność
Wysoko w górach (regiel górny, piętro kosówki i piętro subalpejskie) występuje podgatunek Lamium maculatum subsp. cupreum (Schott) Hadač o złotawoczerwonych kwiatach. Charakteryzuje się on długim kielichem (do 2/3 długości korony) z 10 dobrze widocznymi nerwami.

## Zastosowanie
Jest uprawiana jako roślina ozdobna, w uprawie spotyka się również odmiany o liściach plamistych. Znajduje zastosowanie jako roślina okrywowa zarówno na stanowiskach nasłonecznionych, jak i w półcieniu i w miejscach cienistych pod drzewami. W zacienionych miejscach słabo jednak kwitnie. Wymaga gleby średnio próchnicznej.

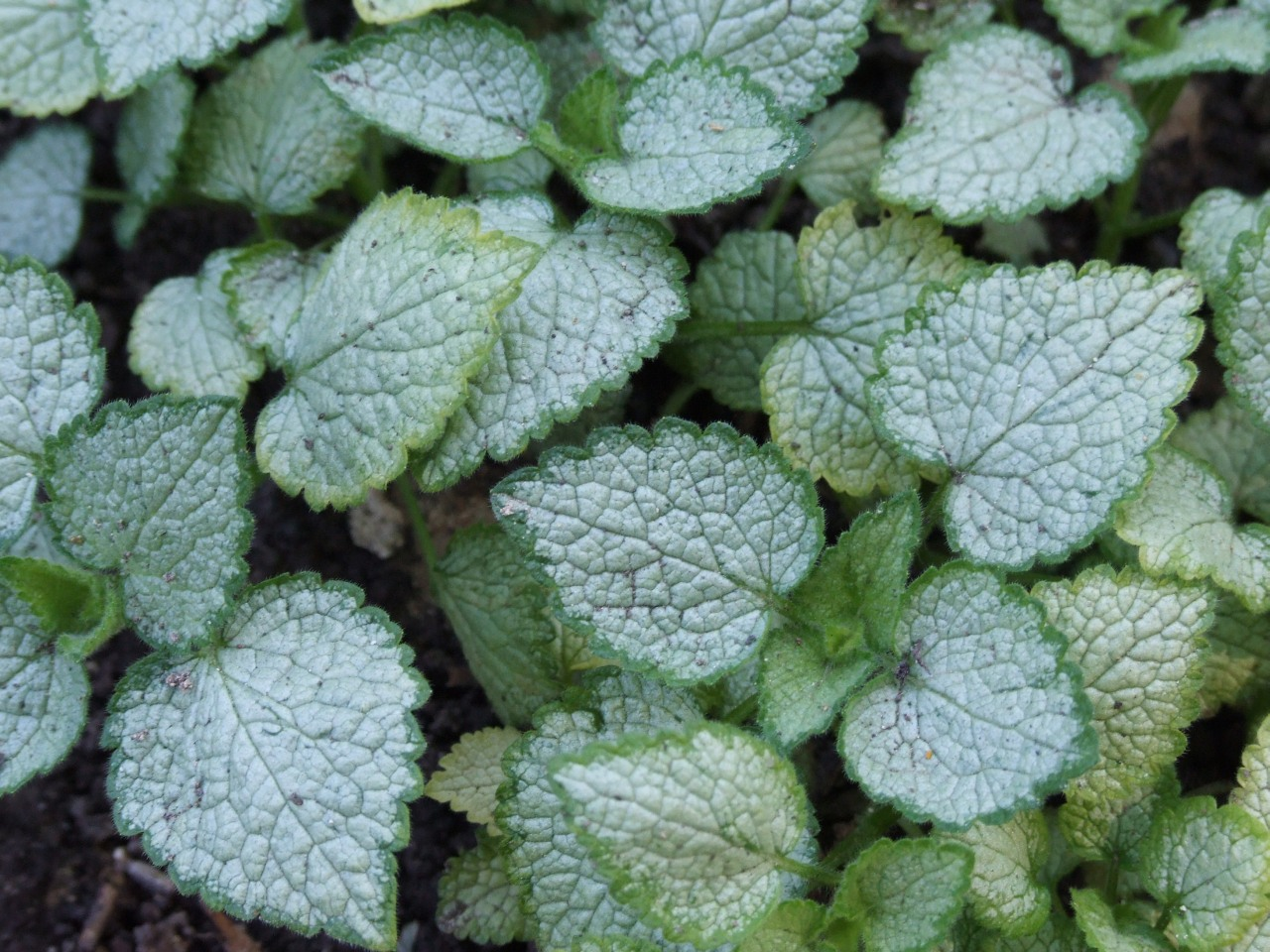
`White Nancy`
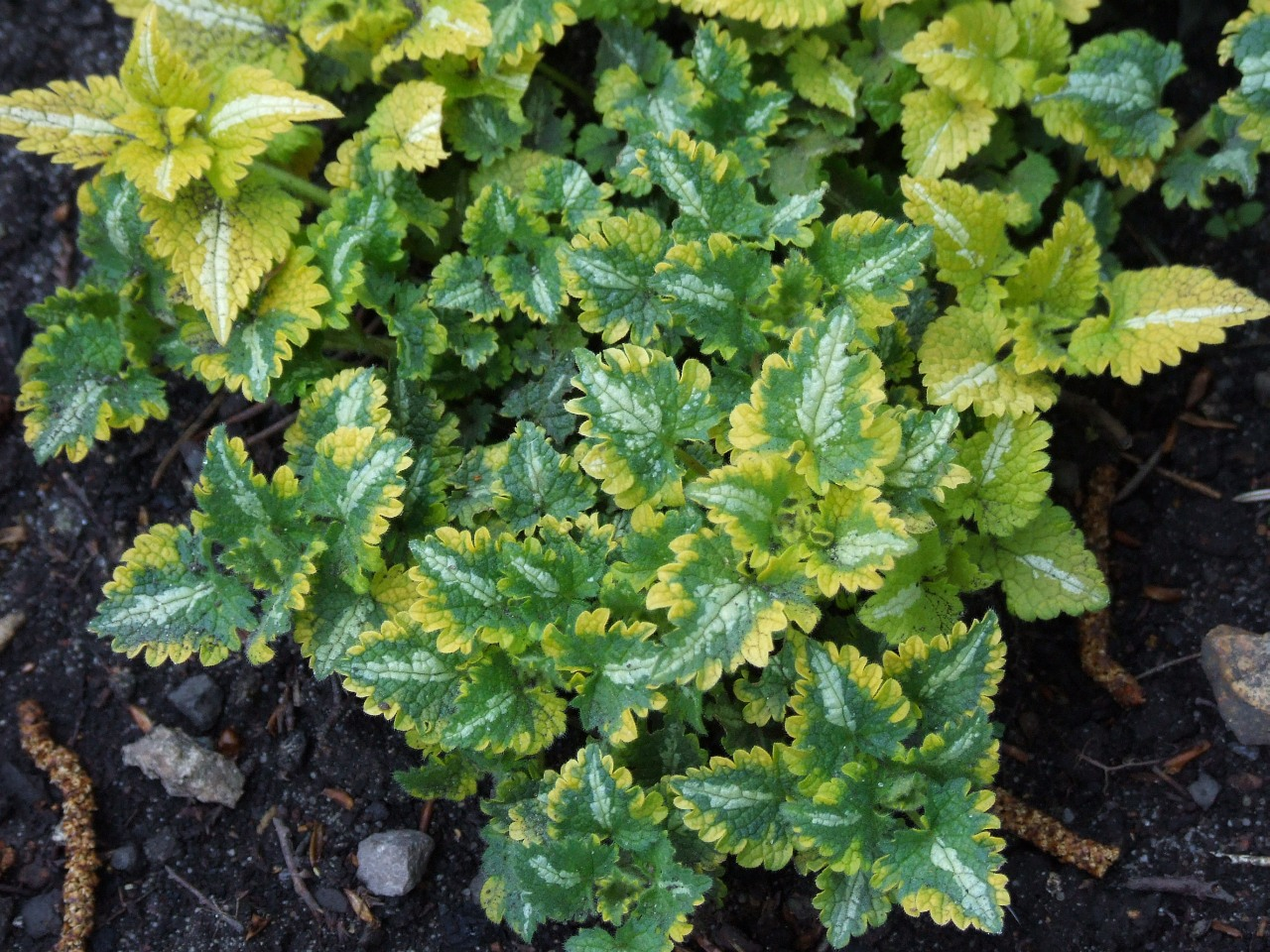
`Pink Nancy`